# Chùa Ngũ Xã
Chùa Ngũ Xã tên chữ là Thần Quang tự nằm ở làng Ngũ Xã (phố Ngũ Xã), quận Ba Đình, Hà Nội. Chùa được dựng vào thời Hậu Lê, thế kỷ 18, thờ Phật và ông tổ nghề Đúc đồng Nguyễn Minh Không nên lấy tên Thần Quang theo tên một số chùa do vị quốc sư này sáng lập như chùa Cổ Lễ (Nam Định), chùa Keo (Thái Bình),... Chùa thuộc hệ phái Bắc tông.

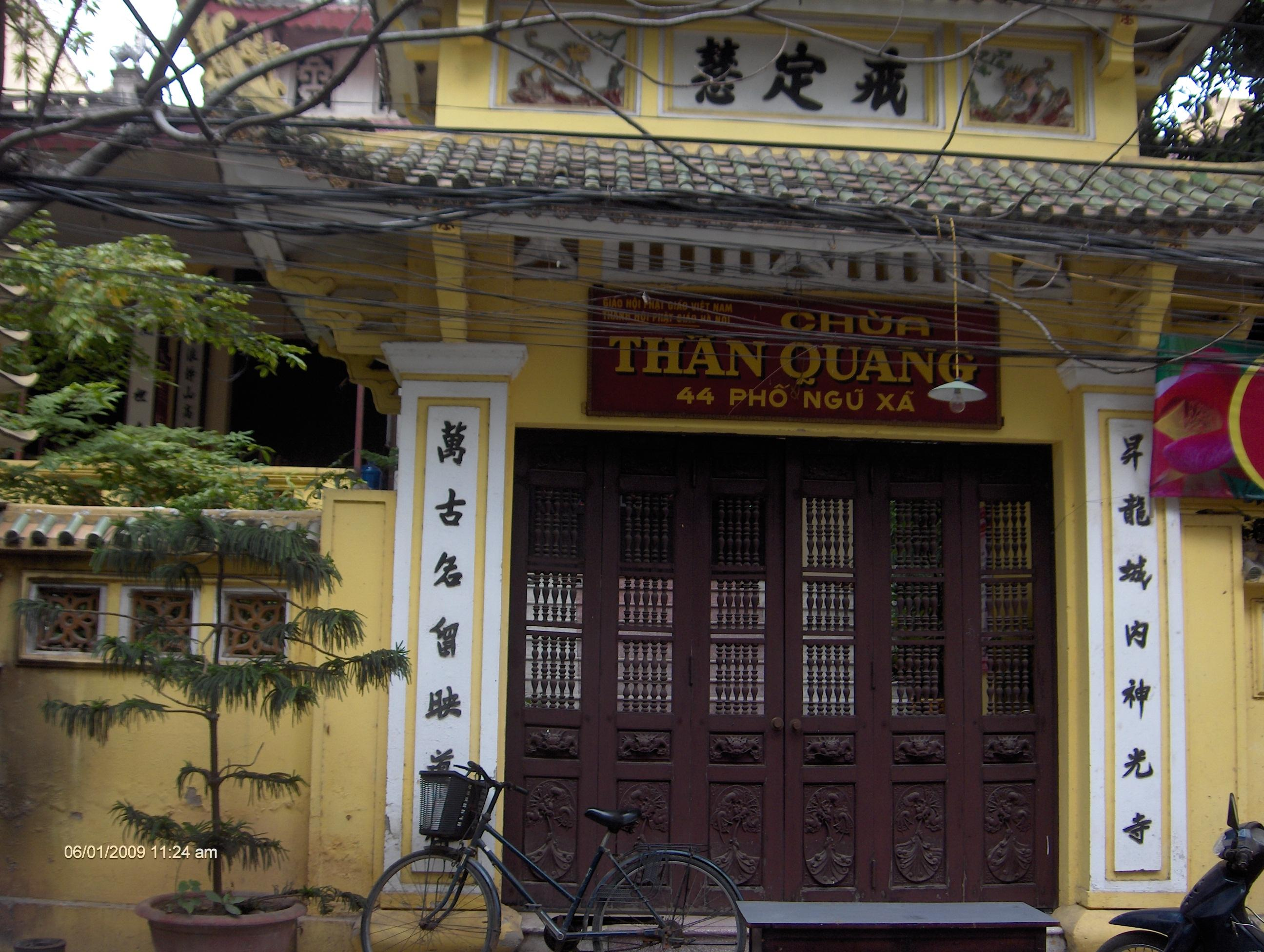
chùa Ngũ Xã tên chữ Thần Quang Tự

Chùa đã được Bộ Văn hóa – Thông tin công nhận là Di tích lịch sử – văn hóa quốc gia năm 1995.

## Lịch sử
Chùa Ngũ Xã, do bị hỏa hoạn nên năm 1949 được Hòa thượng Thích Mật Đắc cho xây dựng lại hoàn toàn theo kiến trúc hiện đại, hoàn thành năm 1951.
Trong chùa ở chánh điện có tượng phật A-di-đà, một công trình nghệ thuật nổi tiếng thời ấy, tượng được đúc cùng thời gian dựng chùa. Tượng được đúc từ năm 1949 đến năm 1952, cao 3,95m, hai đầu gối cách nhau 3,60m, chu vi 11,60m, nặng 10 tấn. Tòa sen có 96 cánh, cao 1,45m, chu vi 15m, nặng 3,9 tấn. Pho tượng Phật này là kỷ lục lớn nhất về tượng đồng thời điểm ấy.
Chùa còn có lư hương bằng đồng nặng 300 kg, cao 0,76m và hai cây đèn bằng đồng, mỗi cây nặng 300 kg, cao 1,2m.
Chùa còn lưu giữ 16 bia đá dựng từ năm 1919 đến năm 1947.

## Vị trí
Chùa tọa lạc ở số 44, phố Ngũ Xã, phường Trúc Bạch, quận Ba Đình, TP. Hà Nội.